# USS Shaw (DD-373)
La USS Shaw (pennant number DD-375) era un cacciatorpediniere della United States Navy, appartenente alla classe Mahan. Entrata in servizio nell'ottobre del 1935, la nave subì gravi danni nel corso dell'attacco di Pearl Harbor del 7 dicembre 1941, tanto che fu necessario ricostruirla in parte; ritornata in servizio nel giugno del 1942, prese parte alla guerra del Pacifico ricevendo undici Service star, venendo infine radiata il 2 ottobre 1945 e venduta per la demolizione poco dopo.

## Storia

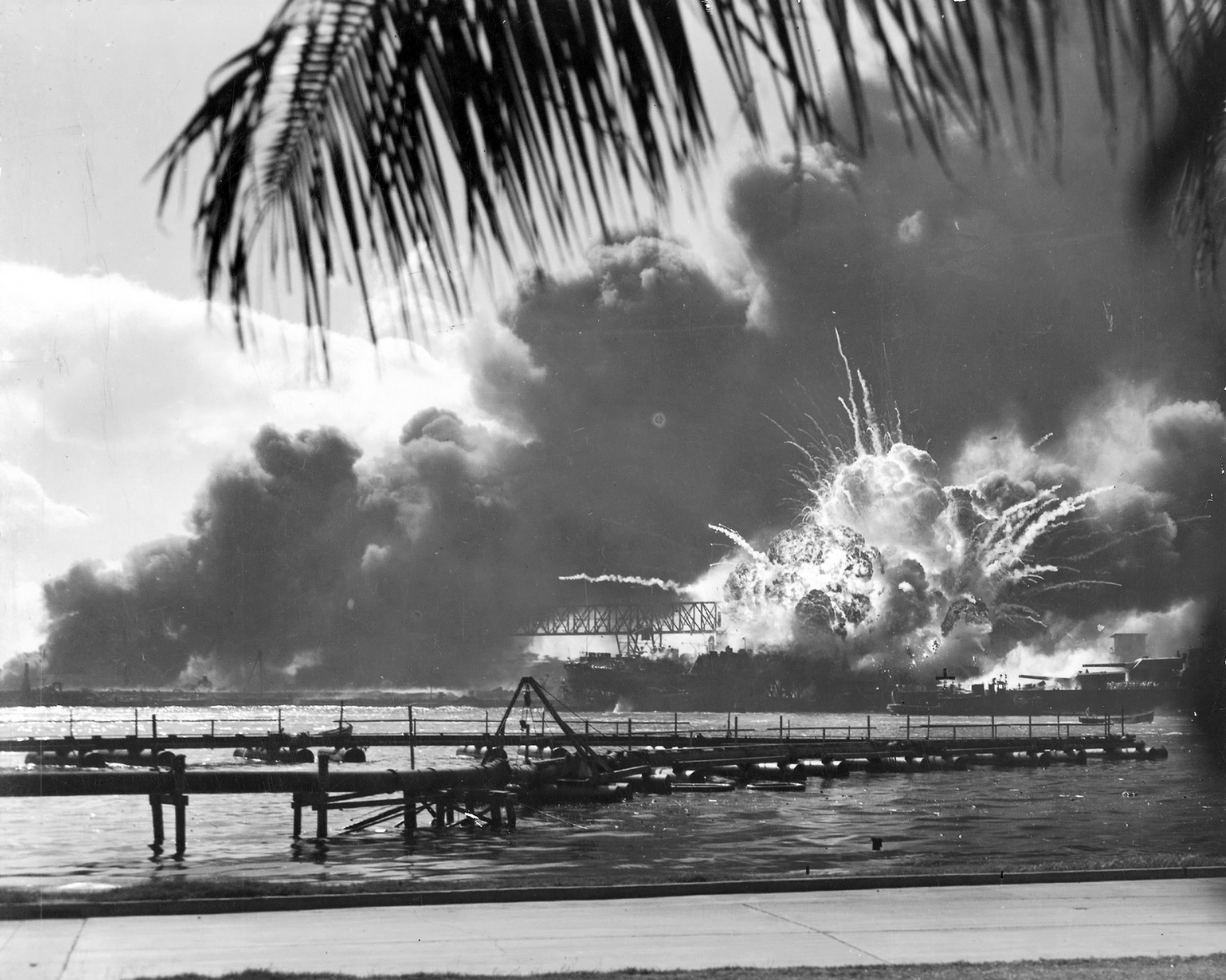
La Shaw esplode dopo essere stata colpita durante l'attacco di Pearl Harbor

Impostata nei cantieri Philadelphia Naval Shipyard di Filadelfia il 1º ottobre 1934, la nave venne varata il 28 ottobre 1935 con il nome di Shaw in onore del capitano John Shaw, ufficiale della marina americana in servizio sul finire del '700; l'unità entrò poi in servizio il 18 settembre 1936 sotto il comando del comandante E.A. Mitchell. Prestò servizio in Atlantico prima di rientrare in cantiere il 18 giugno 1937 per correggere alcuni difetti strutturali; riassegnata alla flotta del Pacifico, la nave giunse alla base di Mare Island il 4 aprile 1939, partecipando a diverse esercitazioni lungo la costa occidentale americana prima di essere destinata alle Hawaii nell'aprile del 1940.
Il 7 dicembre 1941 la Shaw si trovava ferma in un bacino di carenaggio galleggiante nel porto di Pearl Harbor; la nave fu attaccata intorno alle 9:05 dalla seconda ondata di bombardieri giapponesi, venendo colpita da tre bombe che appiccarono vasti incendi: visti vani i tentativi di spegnere le fiamme, la nave fu abbandonata dall'equipaggio alle 9:25, poco prima che il suo deposito delle munizioni esplodesse squarciandone la prua. Dopo alcune riparazioni di emergenza a Pearl, la Shaw fu inviata a San Francisco il 9 febbraio 1942: rimasta in cantiere fino alla fine di giugno, la nave ricevette una nuova prua, oltre a subire ampie modifiche del suo armamento; dopo un periodo di esercitazioni, la nave tornò a Pearl Harbor il 31 agosto, da dove prese parte per i successivi due mesi a missioni di scorta a convogli navali tra le Hawaii e la costa americana. A metà ottobre del 1942 il cacciatorpediniere fu assegnato alla scorta delle portaerei americane della Task Force 61, venendo inviato nella zona delle isole Salomone: il 26 ottobre prese parte alla battaglia delle isole Santa Cruz, dove prestò assistenza al cacciatorpediniere USS Porter (DD-356), colpito da un siluro, salvandone l'equipaggio ed affondandone il relitto.
A partire dal novembre del 1942 prese parte alla campagna di Guadalcanal, facendo da scorta ai convogli americani diretti sull'isola; il 10 gennaio 1943, mentre entrava nel porto di Nouméa, nella Nuova Caledonia, la Shaw urtò il basso fondale riportando gravi danni alla chiglia, alle eliche ed all'apparato propulsivo, rientrando a Pearl Harbor per riparazioni protrattesi poi fino alla fine di settembre. Ritornata a Nouméa il 18 ottobre, operò al largo della costa della Nuova Guinea in appoggio alle operazioni anfibie americane e come scorta ai convogli di rifornimenti; il 25 dicembre la nave fornì fuoco di copertura allo sbarco americano a Capo Gloucester, sull'isola di Nuova Britannia, riportando danni e 36 feriti (di cui tre deceduti successivamente) in un attacco aereo giapponese il giorno successivo. Temporaneamente riparata a Milne Bay, rientrò in patria per i lavori conclusivi, terminati il 1º maggio 1944.
Ritornata a Pearl Harbor il 10 maggio, la nave fu inserita nella 5ª Flotta, operando poi nell'ambito della campagna delle isole Marianne e Palau in appoggio agli sbarchi americani a Saipan e Guam; la Shaw lasciò le isole Marianne il 23 settembre e, dopo rapidi lavori di riparazione ad Eniwetok, partecipò a partire dal 20 ottobre agli sbarchi americani a Leyte, nelle Filippine, fornendo fuoco di copertura e compiendo numerose missioni di bombardamento costiero. Dopo alcune operazioni di scorta ai convogli diretti nelle Filippine, il 9 gennaio 1945 la Shaw prese parte agli sbarchi americani sull'isola di Luzon ed alla ricattura della baia di Manila, mentre dal 28 febbraio appoggiò la riconquista dell'isola di Palawan. In aprile operò al largo dell'arcipelago filippino delle Visayas prima di salpare alla volta degli Stati Uniti il 25 aprile, arrivando a San Francisco il 19 maggio; messa in cantiere per lavori di riparazione e di potenziamento dell'armamento, tornò in servizio il 20 agosto venendo inviata prima a Filadelfia e poi a New York, dove fu posta in riserva e radiata il 2 ottobre 1945. Lo scafo della Shaw fu poi venduto per la demolizione nel luglio del 1946.